# Campionati europei di atletica leggera 2018 - Lancio del giavellotto femminile
Il lancio del giavellotto femminile ai Campionati europei di atletica leggera 2018 si è svolto il 9 e il 10 agosto 2018.

## Podio
| Oro     | Christin Hussong Germania    |
| Argento | Nikola Ogrodníková Rep. Ceca |
| Bronzo  | Liveta Jasiūnaitė Lituania   |

## Record
Prima di questa competizione, il record del mondo (RM), il record europeo (EU) ed il record dei campionati (RC) sono i seguenti:
| Record                | Prestazione | Atleta                      | Data                                      | Competizione |
| --------------------- | ----------- | --------------------------- | ----------------------------------------- | ------------ |
| Record mondiale       | 72,98 m     | Barbora Špotáková Rep. Ceca | 13 settembre 2008 Stoccarda, Germania     |              |
| Record europeo        | 72,98 m     | Barbora Špotáková Rep. Ceca | 13 settembre 2008 Stoccarda, Germania     |              |
| Record dei campionati | 89,72 m     | Miréla Manjani Grecia       | 8 agosto 2002 Monaco di Baviera, Germania | Europei 2002 |

## Risultati

### Qualificazione
Si qualificano alla finale le atlete che lanciano 60,50 m (Q) o le dodici migliori misure (q).
| Pos | Gruppo | Atleta                | Nazionalità | 1ª prova | 2ª prova | 3ª prova | Risultato | Note |
| --- | ------ | --------------------- | ----------- | -------- | -------- | -------- | --------- | ---- |
| 1   | A      | Christin Hussong      | Germania    | 67,29    |          |          | 67,29     | Q,   |
| 2   | B      | Martina Ratej         | Slovenia    | 61,69    |          |          | 61,69     | Q    |
| 3   | A      | Liveta Jasiūnaitė     | Lituania    | 58,07    | 61,61    |          | 61,61     | Q, = |
| 4   | A      | Nikola Ogrodníková    | Rep. Ceca   | 59,04    | 61,27    |          | 61,27     | Q    |
| 5   | B      | Tatsiana Khaladovich  | Bielorussia | 59,08    | x        | 61,21    | 61,21     | Q    |
| 6   | A      | Madara Palameika      | Lettonia    | 57,44    | x        | 60,21    | 60,21     | q    |
| 7   | A      | Marija Vučenović      | Serbia      | 47,94    | 59,98    | 54,89    | 59,98     | q    |
| 8   | A      | Jenni Kangas          | Finlandia   | 59,96    | x        | 59,09    | 59,96     | q,   |
| 9   | B      | Sofi Flink            | Svezia      | 57,92    | 57,46    | 59,58    | 59,58     | q    |
| 10  | B      | Sigrid Borge          | Norvegia    | 57,35    | x        | 59,55    | 59,55     | q    |
| 11  | B      | Irena Šedivá          | Rep. Ceca   | x        | 59,34    | –        | 59,34     | q    |
| 12  | A      | Alexie Alaïs          | Francia     | 53,03    | 59,29    | 54,65    | 59,29     | q    |
| 13  | A      | Ásdís Hjálmsdóttir    | Islanda     | 58,64    | x        | 56,41    | 58,64     |      |
| 14  | B      | Lidia Parada          | Spagna      | 58,08    | x        | 55,59    | 58,08     |      |
| 15  | B      | Katharina Molitor     | Germania    | 55,34    | 56,85    | 58,00    | 58,00     |      |
| 16  | B      | Eda Tuğsuz            | Turchia     | 57,75    | x        | 57,77    | 57,77     |      |
| 17  | B      | Anete Kociņa          | Lettonia    | 55,45    | 57,48    | 56,66    | 57,48     |      |
| 18  | A      | Arantxa Moreno        | Spagna      | 55,30    | 56,33    | 55,09    | 56,33     |      |
| 19  | A      | Līna Mūze             | Lettonia    | 51,88    | 53,83    | 53,95    | 53,95     |      |
| 20  | A      | Dana Bergrath         | Germania    | 53,61    | x        | x        | 53,61     |      |
| 21  | A      | Hanna Hatsko-Fedusova | Ucraina     | 50,50    | 52,86    | 53,08    | 53,08     |      |
| 22  | B      | Sofia Yfantidou       | Grecia      | 45,65    | 52,26    | x        | 52,26     |      |
|     | B      | Liina Laasma          | Estonia     | x        | x        | x        | nm        |      |

### Finale
| Pos.    | Atleta               | Nazionalità | 1ª prova | 2ª prova | 3ª prova | 4ª prova | 5ª prova | 6ª prova | Risultato | Note                                                  |
| ------- | -------------------- | ----------- | -------- | -------- | -------- | -------- | -------- | -------- | --------- | ----------------------------------------------------- |
| Oro     | Christin Hussong     | Germania    | 67,90    | 62,53    | x        | x        | x        | 59,15    | 67,90     | Record dei campionati · Miglior prestazione personale |
| Argento | Nikola Ogrodníková   | Rep. Ceca   | 61,85    | 59,23    | 61,05    | x        | x        | 61,81    | 61,85     |                                                       |
| Bronzo  | Liveta Jasiūnaitė    | Lituania    | 60,51    | 58,24    | 61,00    | 61,59    | 60,38    | x        | 61,59     |                                                       |
| 4       | Martina Ratej        | Slovenia    | 60,64    | x        | 61,41    | x        | 58,62    | 59,70    | 61,41     |                                                       |
| 5       | Tatsiana Khaladovich | Bielorussia | 60,92    | x        | x        | 60,06    | x        | 60,27    | 60,92     |                                                       |
| 6       | Alexie Alaïs         | Francia     | 60,01    | 57,19    | 59,69    | 56,99    | 57,42    | 57,71    | 60,01     |                                                       |
| 7       | Irena Šedivá         | Rep. Ceca   | 59,76    | 53,22    | 58,42    | 58,36    | 58,75    | 58,96    | 59,76     |                                                       |
| 8       | Sigrid Borge         | Norvegia    | 54,88    | 59,60    | 59,40    | x        | x        | x        | 59,60     |                                                       |
| 9       | Madara Palameika     | Lettonia    | x        | x        | 57,98    |          |          |          | 57.98     |                                                       |
| 10      | Sofi Flink           | Svezia      | 55,70    | 56,68    | 56,91    |          |          |          | 56,91     |                                                       |
| 11      | Marija Vučenović     | Serbia      | 50,75    | 55,23    | 51,67    |          |          |          | 55,23     |                                                       |
| 12      | Jenni Kangas         | Finlandia   | 53,97    | 54,18    | 54,92    |          |          |          | 54,92     |                                                       |